# Dries Buytaert

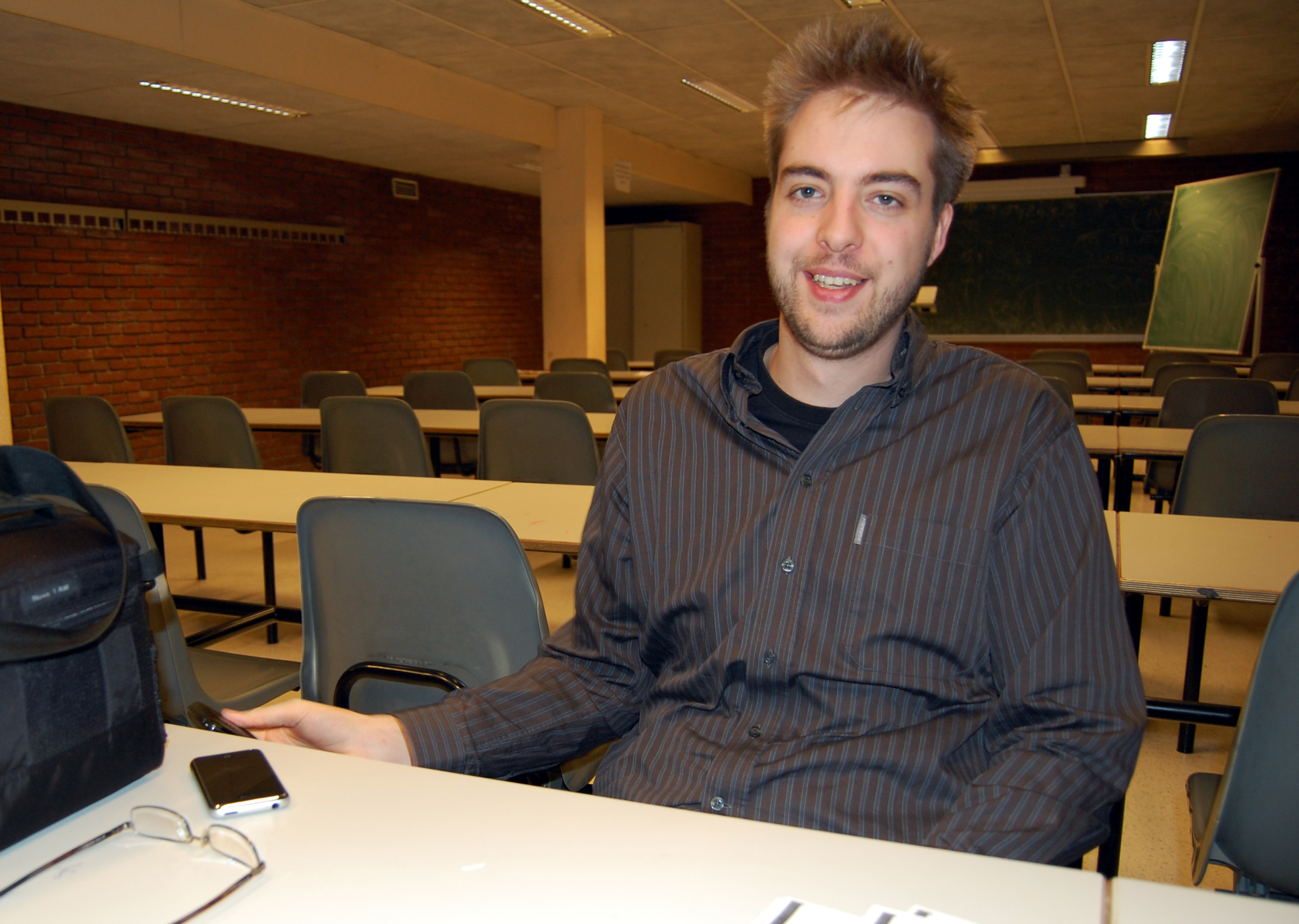
Dries Buytaert auf der FOSDEM 2008

Dries Buytaert (* 19. November 1978 in Wilrijk (Antwerpen), Belgien) ist ein Programmierer von Open-Source-Software und der Gründer und Chefentwickler des CMS Drupal. Buytaert verteidigte seine Dissertation in Informatik am 27. Januar 2008 an der Universität Gent in Belgien.
Von 1999 bis 2000 war er der Maintainer der GNU/Linux WLAN FAQ.
Am 1. Dezember 2007 verkündete Buytaert gemeinsam mit Jay Batson die Gründung des Startups Acquia. Acquia ist eine kommerzielle Open-Source-Firma, die Produkte und Dienstleistungen rund um Drupal anbietet. 2009 war Acquia an der Umstellung von Whitehouse.gov auf Drupal beteiligt.
Am 31. März 2008 gründete Buytaert Mollom, einen Dienst zur Spam-Unterdrückung. Über 15.000 Websites wurden durch Mollom geschützt, darunter alle Netlog-Messages. Am 2. April 2018 wurde der Anti-Spam Dienst Mollom abgeschaltet und steht seitdem nicht mehr zur Verfügung.
2008 wurde Buytaert durch BusinessWeek zum „Young Entrepreneurs of Tech“ gewählt außerdem war er einer von MIT TR 35 Young Innovator.